# Belotus bicolor
Belotus bicolor es una especie de coleóptero de la familia Cantharidae.

## Distribución geográfica
Habita en Texas (Estados Unidos).